# Paedembia afghanica
Paedembia afghanica is een insectensoort uit de familie Paedembiidae, die tot de orde webspinners (Embioptera) behoort. De soort komt voor in Afghanistan.
Paedembia afghanica is voor het eerst wetenschappelijk beschreven door Ross in 2006.